# Rade Končar

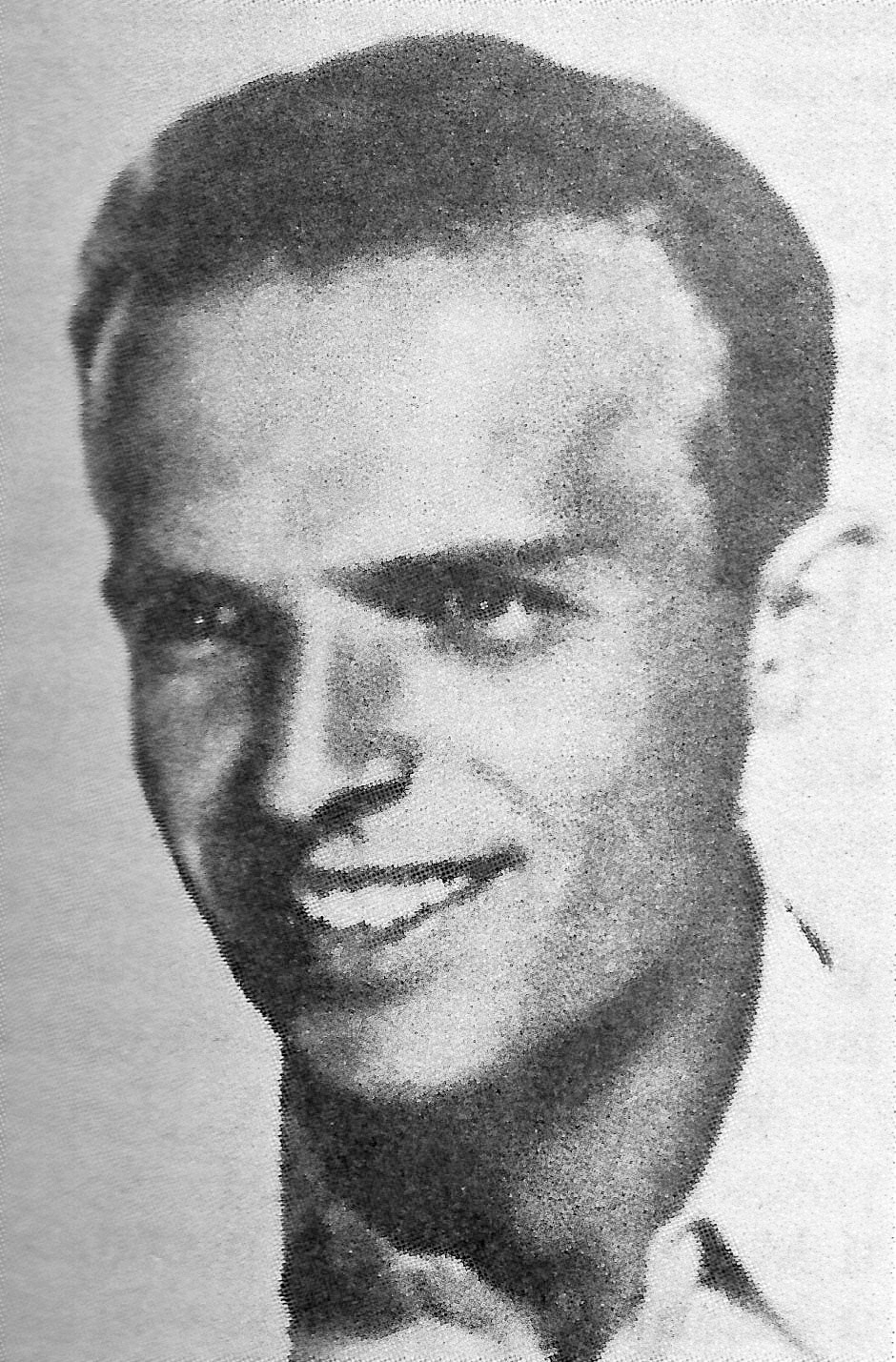
Rade Končar, vermutlich 1942

Rade Končar (* 6. August 1911 in Končarev Kraj, heute zur Gemeinde Plitvička Jezera, Kroatien gehörend; † 22. Mai 1942 in Šibenik) war ein jugoslawischer Politiker und Partisan.
Er wurde 1934 Mitglied der Kommunistischen Partei Jugoslawiens und arbeitete als Maschinenschlosser bei einem Energieunternehmen in Belgrad. 1936 wurde er wegen seiner politischen Aktivitäten inhaftiert, nach seiner Entlassung zog er nach Zagreb. Dort war er bei Jugoslovensko Siemens d.d. beschäftigt und baute im Betrieb eine Parteiorganisation der KPJ auf. 1939 wurde er Generalsekretär des kroatischen Landesverbandes der KPJ. 1940 wurde er Mitglied des Politbüros der KPJ.
Nach dem deutschen Einmarsch 1941 organisierte er den bewaffneten Widerstand und ging nach Split an der italienisch besetzten dalmatinischen Küste. Dort gelangen ihm mehrere Anschläge auf die Besatzungstruppen und Kollaborateure. Am 17. November 1941 wurde er von der Organizzazione di Vigilanza e Repressione dell’Antifascismo gefasst und zum Tode verurteilt.